# Sant Miquel de Perellós

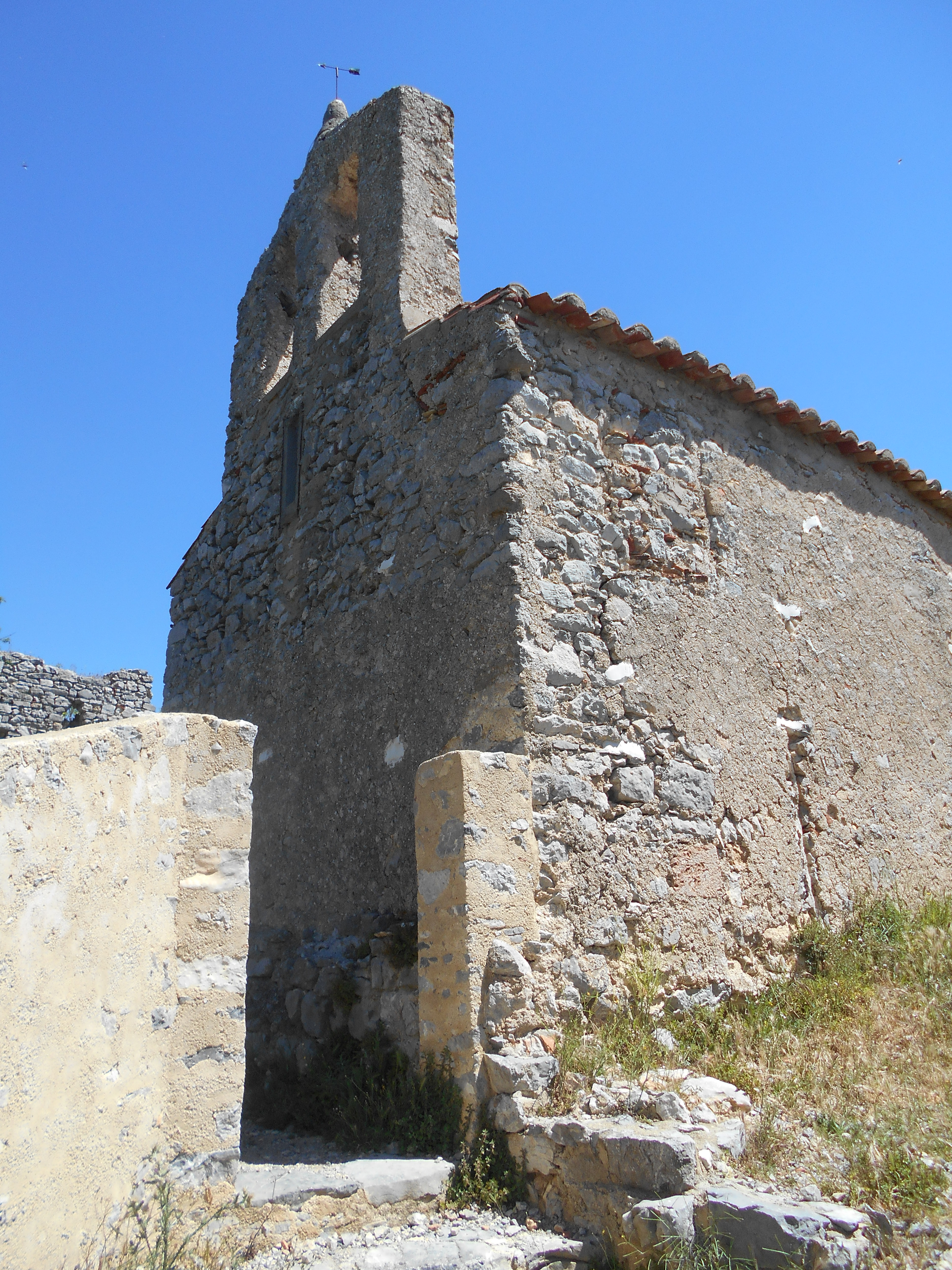
Façana occidental

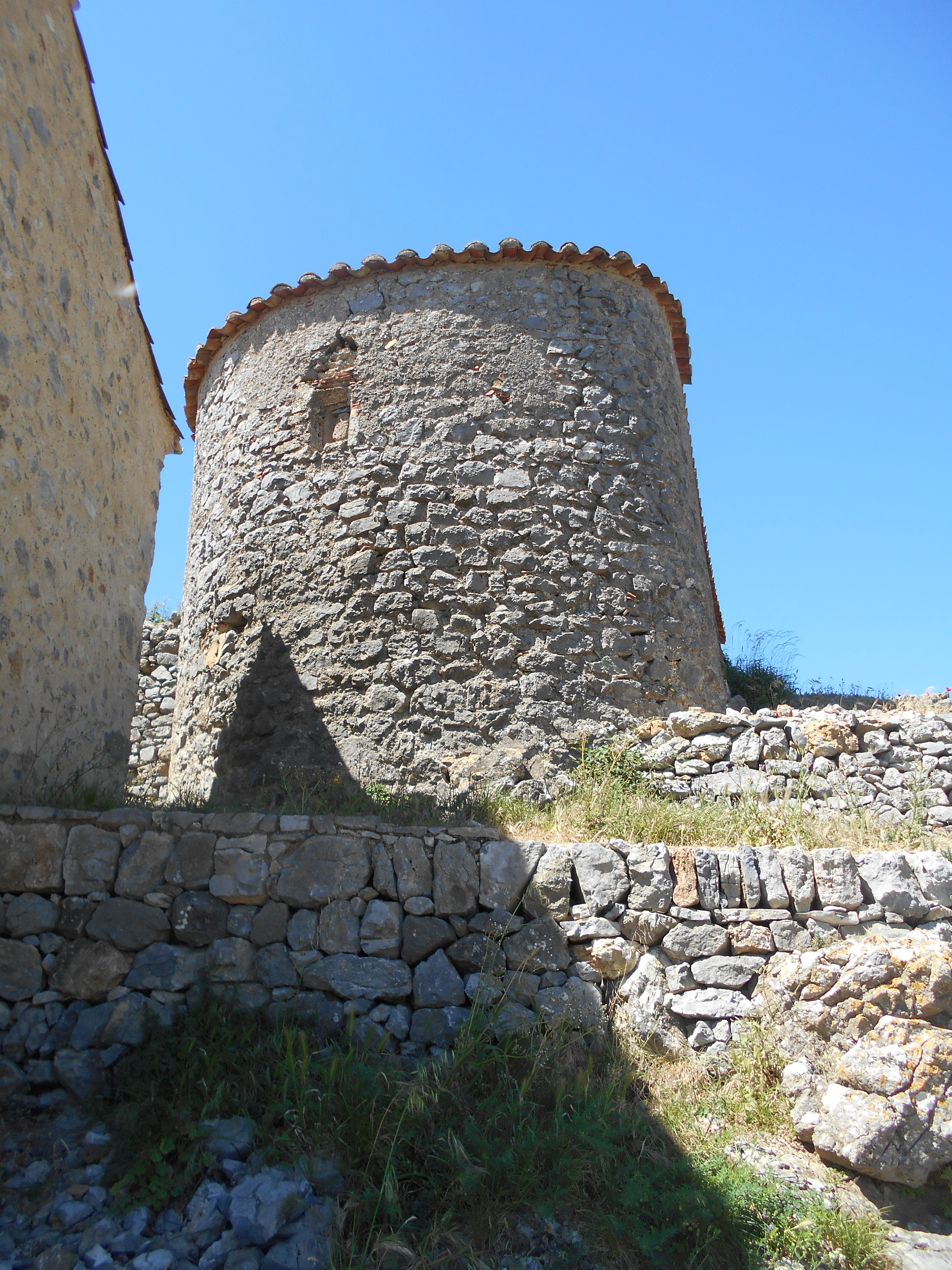
Absis

Sant Miquel de Perellós és l'església, antigament parroquial, del poble de Perellós, pertanyent al terme comunal d'Òpol i Perellós, a la comarca del Rosselló, de la Catalunya del Nord.
Està situada al bell mig del vell poble de Perellós, del tot deshabitat des de mitjan segle xx, al costat sud-est del Castell de Perellós.

## Història
Aquesta església està documentada per primera vegada l'any 1215, quan Ramon de Barres fa donació al prior de Santa Maria d'Espirà de l'Aglí de les herbes i drets de pastura a les parròquies de Sant Miquel de Perellós i Sant Llorenç d'Òpol. Al segle xix Sant Miquel ja havia perdut el caràcter parroquial, i depenia d'Òpol.

## L'edifici
És una església romànica d'una sola nau, coberta amb volta de canó. Una construcció rústega que es pot datar al segle xii.